# Vanishing Millions
Vanishing Millions é um seriado estadunidense de 1926, gênero drama, dirigido por Alan James, em 15 capítulos, e estrelado por William Fairbanks, Vivian Rich, Alec B. Francis. Produzido pela Sierra Pictures, veiculou nos cinemas estadunidenses entre 21 de janeiro e 6 de maio de 1926.
Este seriado é considerado perdido.

## Elenco
- William Fairbanks	 ...	Dave Merrill
- Vivian Rich	 ...	Vivian Telden
- Alec B. Francis
- Sheldon Lewis
- Bull Montana
- Edward Cecil
- William Lowery
- George Kotsonaros
- Ethel Childers
- J.P. Lockney